# انجمن نجیب‌زادگان
انجمن نجیب‌زادگان (به انگلیسی: A League of Nobleman) یک مجموعه درام معمایی چینی محصول ۲۰۲۳ است. در این مجموعه که از رمان معمای ژانگ گو اثر فنگ گوا گو اقتباس شده، بازیگرانی همچون سونگ ویلونگ و جینگ بوران به ایفای نقش پرداخته‌اند. این مجموعه در ۲۹ قسمت از ۳۰ ژانویه ۲۰۲۳ از شبکه ایفلیکس/ وی‌تی‌وی پخش شد. پخش این مجموعه همچنین در ویو در دسترس است.
دوبلهٔ فارسی این مجموعه از تاریخ ۱۱ اسفند ۱۴۰۳ از شبکه تهران پخش شد.

## خلاصه داستان
داستان دربارهٔ زندگی یک ولیعهد است که به واسطه تقدیر با یک رعیت‌زاده جابه‌جا شده است. دو کارآگاه جوان و باهوش مأموریت می‌یابند تا سر از راز این‌جا به جایی بیرون آورده و ولیعهد را پیدا کنند.